# Домников, Василий Михайлович
Василий Михайлович Домников (1918-1945) — гвардии капитан Рабоче-крестьянской Красной Армии, участник Великой Отечественной войны, Герой Советского Союза (1945).

## Биография
Василий Домников родился 4 ноября 1918 года в деревне Ефимовка (ныне — Новодеревеньковский район Орловской области) в семье крестьянина. Окончил семь классов сельской школы. В годы коллективизации с семьёй уехал из деревни в Воронеж. Учился в авиационном техникуме имени Чкалова, занимался в аэроклубе, однако в 1939 году был вынужден оставить учёбу. В том же году Домников был призван на службу в Рабоче-крестьянскую Красную Армию. В 1940 году окончил Краснодарскую военную школу лётчиков-наблюдателей.
С первого дня Великой Отечественной войны — на её фронтах. Участвовал в боях на Северо-Западном, Ленинградском, 3-м Белорусском фронтах. Летал на самолётах «СБ» и «Пе-2». Участвовал в прорыве блокады Ленинграда, разгроме финских войск на Карельском перешейке, освобождении Прибалтики, боях в Восточной Пруссии.
К апрелю 1945 года гвардии капитан Василий Домников был штурманом эскадрильи 34-го гвардейского бомбардировочного авиаполка 276-й бомбардировочной авиадивизии 1-й воздушной армии 3-го Белорусского фронта. К тому времени он совершил 215 боевых вылетов на бомбардировки, доставки грузов партизанам. 9 апреля 1945 года Домников погиб при попытке посадить свой подбитый самолёт на советском аэродроме. Похоронен в братской могиле в посёлке Пушкино Нестеровского района Калининградской области.
Указом Президиума Верховного Совета СССР от 29 июня 1945 года за «мужество, отвагу и героизм, проявленные на фронте борьбы с немецкими захватчиками» гвардии капитан Василий Домников посмертно был удостоен высокого звания Героя Советского Союза. Также был награждён орденами Ленина, Красного Знамени, Александра Невского, Отечественной войны 1-й степени, Красной Звезды, медалью «За оборону Ленинграда».
Бюст Домникова установлен у школы, в которой он учился.